# Pagurus middendorfii
Pagurus middendorfii är en kräftdjursart som beskrevs av Brandt 1851. Pagurus middendorfii ingår i släktet Pagurus och familjen eremitkräftor. Inga underarter finns listade i Catalogue of Life.